# Mireille Testanière
Mireille Testanière (verheiratete Barthalais; * 16. Juli 1949 in La Seyne-sur-Mer) ist eine ehemalige französische Sprinterin.
Bei den Leichtathletik-Halleneuropameisterschaften 1970 in Wien siegte sie als zweite Läuferin zusammen mit Sylviane Telliez, Colette Besson und Nicole Duclos in der 2000-Meter-Staffel.